# Bajoue

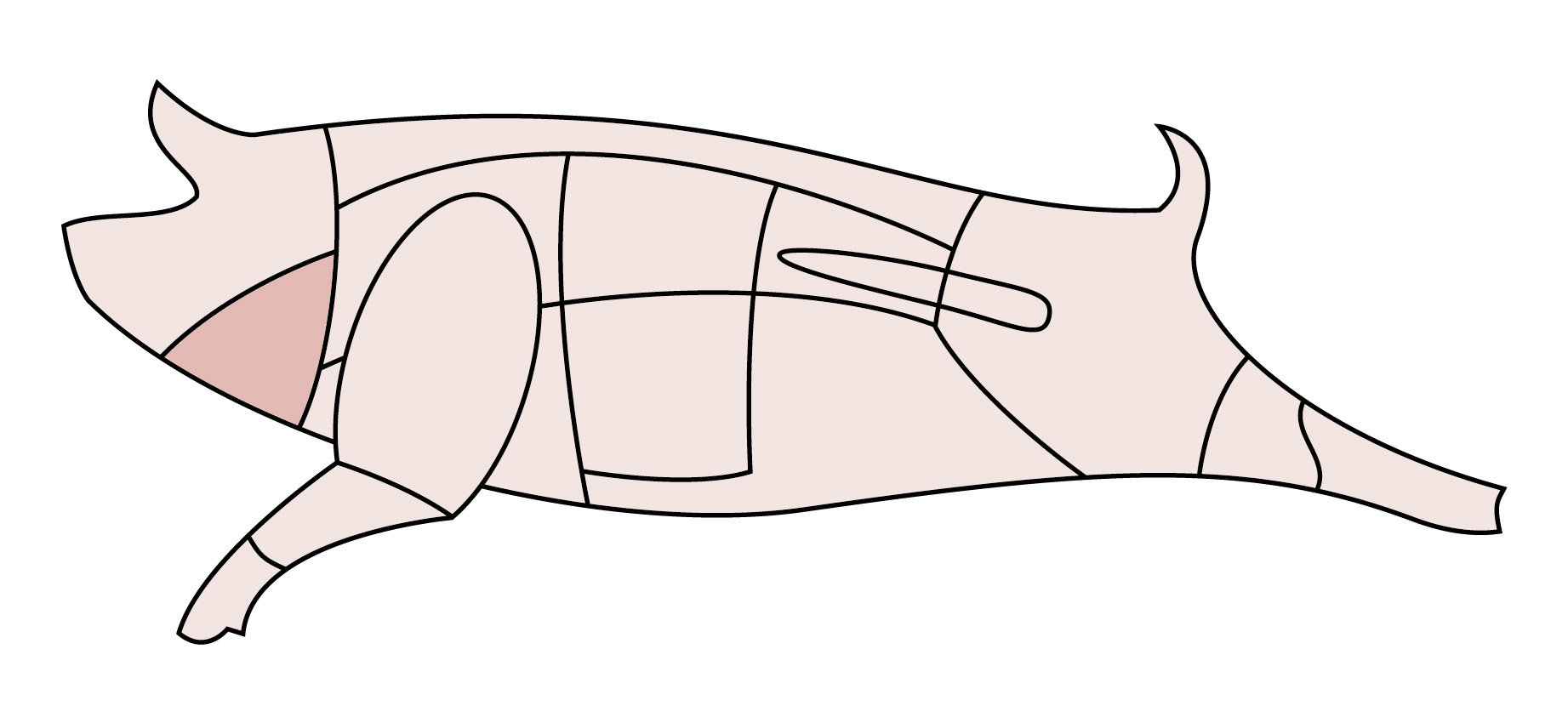
Bajoue de porc.

Les bajoues désignent la partie charnue inférieure de chaque côté de la tête, s'étendant de l'œil à la mâchoire,.
On confond souvent ce terme avec les abajoues qui sont des poches situées de part et d'autre de la tête chez certains mammifères, servant à stocker provisoirement de la nourriture,.
Le lard de la bajoue entre dans la composition de plusieurs plats de charcuterie italienne, où il est appelé guanciale. 